# Paris–Nizza 2005
Das 63. Radrennen Paris–Nizza fand vom 6. bis 13. März 2005 statt. Es wurde in einem Prolog und sieben Etappen über eine Distanz von 951,5 Kilometern ausgetragen. Ursprünglich sollte der Kurs länger sein, einige Etappen wurden jedoch auf Grund des schlechten Wetters verkürzt.
Von 168 Startern erreichten 94 Fahrer das Ziel in Nizza. Als einziges Professional Continental Team wurde Ag2r eingeladen.
Die Königsetappe führte am 11. März in die Stadt Toulon an der Mittelmeerküste. Von dort aus war der Anstieg zum 584 Meter hoch gelegenen Mont Faron zu bewältigen. Der Italiener Gilberto Simoni sicherte sich den Etappensieg im Alleingang vor Cadel Evans und David Moncoutié.

## Etappen
| Etappe    | Tag      | Start – Ziel                       | km      | Etappensieger      | Gelbes Trikot     |
| --------- | -------- | ---------------------------------- | ------- | ------------------ | ----------------- |
| Prolog    | 6. März  | Issy-les-Moulineaux                | 4 (EZF) | Jens Voigt         | Jens Voigt        |
| 1. Etappe | 7. März  | Étampes – Chalbris                 | 186,5   | Tom Boonen         | Erik Dekker       |
| 2. Etappe | 8. März  | La Châtre – Thiers                 | 46,5    | Tom Boonen         | Tom Boonen        |
| 3. Etappe | 9. März  | Thiers – Craponne-sur-Arzone       | 118     | Vicente Reynés     | Tom Boonen        |
| 4. Etappe | 10. März | Le Chambon-sur-Lignon – Montélimar | 105     | Fabian Cancellara  | Fabian Cancellara |
| 5. Etappe | 11. März | Rognes – Toulon                    | 172,5   | Gilberto Simoni    | Bobby Julich      |
| 6. Etappe | 12. März | Le Craus – Cannes                  | 184     | Joost Posthuma     | Bobby Julich      |
| 7. Etappe | 13. März | Nizza – Nizza                      | 135     | Alejandro Valverde | Bobby Julich      |